# Guillermo von Plocki
Guillermo Herbert von Plocki (Córdoba, Argentina, 1958) es un artista plástico germano argentino.  

## Biografía
Nació en Córdoba (Argentina) en 1958 en una familia de origen alemán. En 1981 se trasladó a Múnich, Alemania. En 1991 se diplomó en la Akademie fürs Graphische Gewerbe, Múnich, como diseñador e ilustrador. En 1997 se desplazó a Fortaleza (Brasil) y después a São Paulo. 
Desde 2019 reside en Madrid (España).

## Docencia
Ha sido docente de pintura y de acuarela en diversas escuelas y diferentes centros de arte de Brasil. Durante más de veinte años ha impartido lecciones en SESC (Serviço Social do Comércio) , en Casa do Artista y en Casa Mário de Andrade.  Desde 2018 imparte docencia en Alemania en Freie Kunst Akademie Augsburg en Augsburgo.

## Carrera
La obra de von Plocki se caracteriza por una continua lucha entre estilos y técnica pictóricas. El crítico Oscar D’Ambrosio escribió sobre su obra: 
"Guillermo von Plocki alcanza densidad en su trabajo por imponerse a sí mismo la práctica creativa. Esto significa no acomodarse jamás y estar siempre atento para aquello que la técnica proporciona como un recurso cada vez más elaborado y que sirve de canal para sus deseos de expresión".
En 2006, expuso en Espaço Cultural Banco Central (São Paulo, Brasil).
Participó, también en 2006, de la exposición del 11° Salão Paulista de Arte Contemporânea.
En el año 2007 expuso en el Centro Cultural Recoleta (Buenos Aires, Argentina), en la Faculdade Santa Marcelina  de San Pablo (São Paulo, Brasil) y fue jurado en el 3º Prêmio Espaço Cultural Banco Central de Arte.
En 2008 participó en el XXIII Festival de Arte da Cidade de Porto Alegre. En los años 2012 y 2013 participó en la muestra colectiva de artistas en el taller de grabado del SESC Pompéia. Expuso en 2013 en Solange Viana Galería de arte y fotografía de São Paulo, la propia comisaria de la muestra dijo ¨algunos consideran la obra de Guillermo von Plocki un poco melancólica, que para mí sucede a la inversa, son colores que vibran y transmiten una calma impactante".
En 2016 el Instituto Cervantes en São Paulo organizó una muestra antológica de su obra, titulada Sem retorno que reunía trabajos de los nueve últimos años. El crítico Jorge Almeida comentó que las pinturas de Plocki "problematizan inquietudes de la vida moderna, como el egocentrismo, la fragmentación social y el daño que el hombre causa a la naturaleza".
En febrero y marzo de 2023, Guillermo von Plocki realizó  una exposición individual en la galería Ra del Rey con el título de Atados. Sobre esta exposición la arquitecta y docente Cristina Ortega García escribió como introducción: "En determinado momento de aquella tarde, todo calló. La fragancia de la tierra húmeda, el viento soplándole al oído, la hierba rozándole el cuerpo, el verde llenándole los ojos...Cada pequeño fragmento entrelazado de vegetación le hizo despertar del estupor. Había encontrado Io que venía buscando. Sus ojos devaneaban sin oír el silencio. Empujó el carboncillo y lanzó una mirada reflexiva hacia la incólume lámina".

## Premios
- 2006, ganó el Prêmio Governador Mário Covas del 11º Salón Paulista de Arte Contemporáneo, 11° Salão Paulista de Arte Contemporânea.[17][8]
- 2015, obtuvo el primer premio en Destaques Latinoamericanos de São Paulo, en la sección de arte.[18][19]
- 2019, logró la mención de honor en la categoría de acuarela en el premio socios del Círculo de Bellas Artes de Madrid.[20]
- 2023, recibió el primer premio Puerta Abierta de la galería Ra del Rey[16] en Madrid.